# ハンガリーサラミ
ハンガリーサラミ（英: Hungarian salami）は、イタリア・スペイン産のサラミに並ぶ最高級サラミである。およそ2世紀もの歴史をもつハンガリーサラミは、その独特な風味と伝統的な製法で有名である。その美味しさから、イタリアやスペインのサラミ製造会社によって模されており、それらの製品はサラミウンゲレーゼ、サラミウンガロという名で販売されている。
ハンガリーサラミは、ハンガリーを訪れる多くの観光客の土産の品としても人気が高い。中でも最も有名なのは、ピックセゲド社（en:Pick Szeged）のピックサラミであり、ピックセゲド社公式サイトでは「その豊かな香味は他では真似できぬもの」とされている。